# Welsh cob
Welsh D
Vous lisez un « article de qualité » labellisé en 2017.
Pour un article plus général, voir Welsh (cheval).
Le Welsh cob, Welsh D ou cob gallois est le plus grand des quatre types du poney Welsh. Son origine reste peu claire, mais il provient de l'Ouest du pays de Galles et montre l'influence du cheval ibérique et du Hackney. Probablement mentionné dans des poèmes gallois dès le Moyen Âge, le Welsh cob sert de cheval militaire à la noblesse et de travailleur multitâche aux paysans, qui le mettent à contribution tant sous la selle qu'à la traction et au portage. L'élevage s'organise en 1901, avec la création d'un stud-book sous la supervision de la Welsh Pony and Cob society. Un concours de race, le George, Prince of Wales Cup, est créé trois ans plus tard pour soutenir financièrement les éleveurs. Connu pour sa grande polyvalence et son économie d'entretien, le Welsh cob subit une réduction d'effectifs due à la motorisation au XXe siècle. Il perdure grâce à son statut d’emblème culturel et à son utilisation dans des shows populaires.
Ce poney charpenté montre un type cob, avec une tête courte et un corps rond et puissant. Il est très réputé pour son charisme et la qualité de son trot, particulièrement rapide et étendu. Le Welsh cob est désormais un cheval de loisir et de compétitions de sports équestres, y compris d'attelage. Il est largement exporté dans le monde occidental, notamment en Amérique du Nord et en France. Il revêt toujours une importante fonction culturelle et sociale dans son berceau d'origine, le comté de Ceredigion.

## Histoire

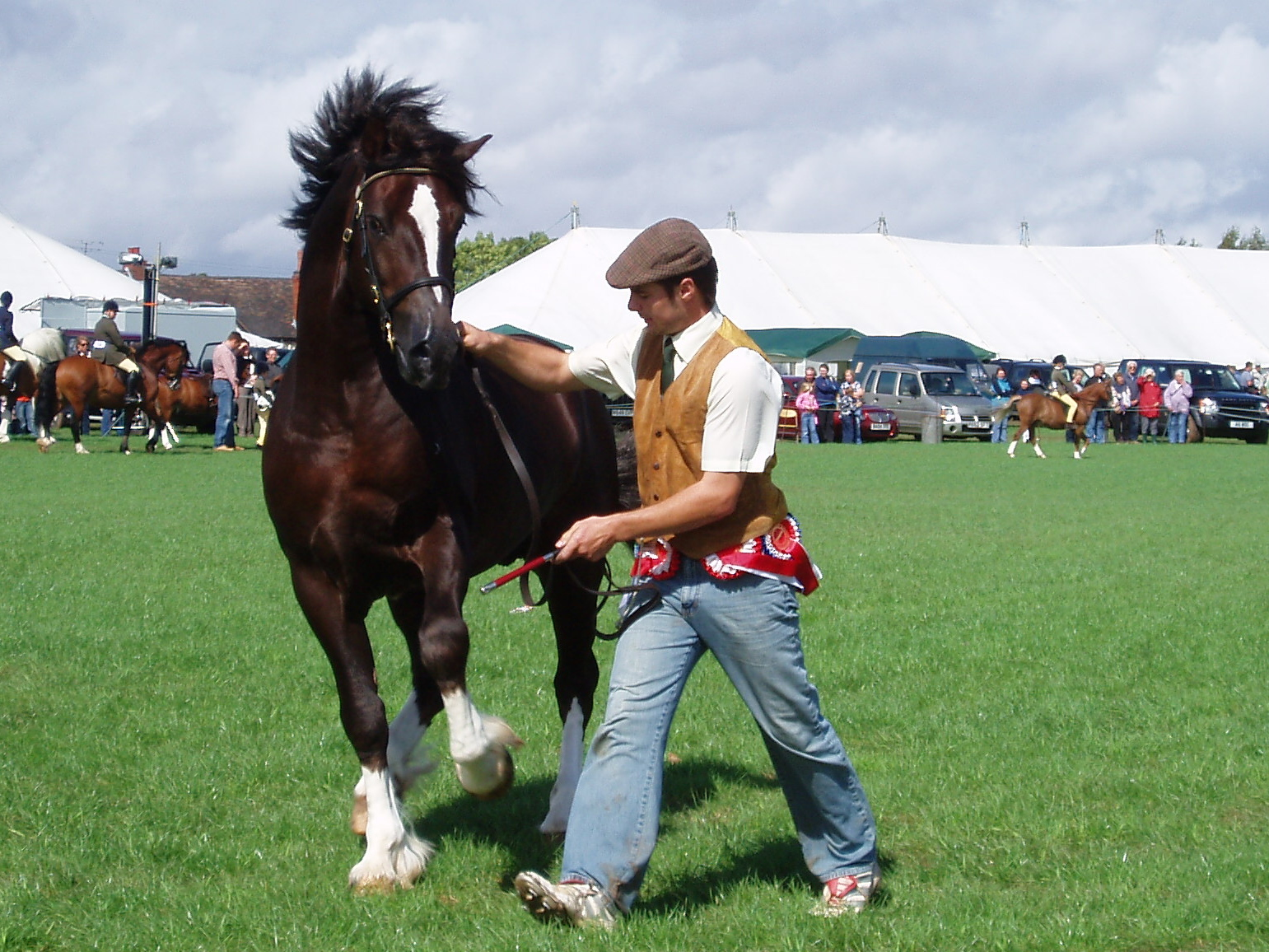
Welsh cob présenté sur un show britannique en main, en 2008.

La présence de chevaux de type cob au pays de Galles est assurément vieille de plusieurs siècles, mais il existe très peu d'informations fiables à propos de l'origine du Welsh cob, celle-ci restant assez mystérieuse,. La race semble avoir été sélectionnée à partir du Welsh mountain,, avec l'influence du cheval ibérique, de l'Arabe et du Hackney,. Cependant, d'autres sources estiment que le Welsh cob n'est pas un descendant du Welsh mountain, mais que les deux races descendent d'un même ancêtre commun et ont cohabité pendant près de 2 000 ans.
La race est réputée avoir fait l'objet d'une utilisation militaire dès le Moyen Âge, la littérature galloise médiévale faisant mention de chevaux. Au XIIe siècle, des chevaux espagnols sont introduits dans la région du Powys et donnent en croisement le « cheval de Powys », ou « Rouncy », qui pourrait être l'ancêtre du Welsh cob. Henri VII aurait gagné le trône d'Angleterre en 1485 aidé d'une unité de cavalerie galloise, montée sur de tels chevaux. Les « Rouncy » semblent alors très recherchés dans tout l'Ouest de la Grande-Bretagne, notamment à en croire une mention de l'archevêque de Brecon louant la qualité des « chevaux rapides et généreux » montés par les princes gallois dans les batailles. D'après Wynne Davies, il semble que le célèbre poète gallois Guto'r Glyn ait décrit le pedigree d'un ancêtre du Welsh cob dans un poème, Achau’r ebol, daté du XVe siècle (vers 1445-1475) :
| Gallois. « Mab i’r Du ym mhob erw deg O Brydyn, o bai redeg; Merch ei fam i’r march o Fôn Aeth i ddwyn wyth o ddynion; Mae wyrion i Ddu’r Moroedd, Gwn mai un onaddun oedd. Mae yngo nai Myngwyn Iâl Ym Mhowys, nis rhwym hual. Mae câr i farch Ffwg Gwarin, A’i gâr a fâl gwair â’i fin. Ucha’ march ei iachau ’m Môn, O baladr Talebolion. Dewis lwdn, nid oes ledach, A’i draed yw ei bedair iach. » | Français. Le pedigree du poulain Fils du Noir de Brydyn, Il gagnerait, s’il courait, dans n’importe quel pré ; Sa mère, la fille de l’étalon d’Anglesey Qui a porté huit hommes sur son dos ; Il existe des descendants du Noir des Mers, Et je sais qu’il était un d’entre eux. C’est un neveu de la Crinière Blanche d’Ial Dans le Powys, aucune laisse ne pouvait l’arrêter. Il est parent à l’étalon de Foulques FitzWarin, Et son parent moud du foin avec ses mâchoires. C’est l’étalon du pedigree le plus haut à Anglesey, De la lignée Talebolion. C’est un yearling exceptionnel, un pur-sang, Dans ses quatre sabots se trouve son pedigree. |

Ce poème atteste que les Gallois connaissaient (au moins oralement) les listes d'ancêtres de leurs chevaux, le poème Achau’r ebol citant des ancêtres remontant sur 200 ans. Le cheval de ce poème était probablement élevé dans un domaine royal, mais il est vraisemblable que le pedigree soit connu également pour les chevaux du peuple.
Les ancêtres du Welsh cob ont servi comme chevaux d'artillerie pour tracter des canons. Le Welsh cob sert également de cheval carrossier, jusqu'à l'arrivée de l'automobile. Au XIXe siècle, cet animal à tout faire rend de multiples services aux habitants des zones rurales galloises : travail de labour, monte ou bât, il s'adapte aux besoins. Il devient populaire grâce à sa vivacité supérieure à celle d'un cheval de trait. Il est très réputé pour sa polyvalence et sa capacité tant à nager qu'à sauter ou à porter une charge conséquente sur son dos. Il est également attelé pour le débardage du bois en forêt. Il sert de monture aux médecins de campagne et aux marchands. Des entrepreneurs du Sud du Pays de Galles sont réputés pour avoir sélectionné la race en choisissant des sujets aptes à trotter de Cardiff jusqu'à Dowlais Iron and Co. Le meilleur sujet a parcouru cette distance en moins de trois heures, à l'amble. La race est alors influencée par le trotteur Norfolk et le carrossier du Yorkshire. Dans les années 1880, elle est exportée aux États-Unis.
L'organisation de l'élevage remonte à 1901, avec la création de la Welsh Pony and Cob society (société du poney et cob gallois, WPCS), au cours de laquelle le standard de taille et de morphologie du Welsh cob est défini. Cette création est motivée par une menace de dilution de la race dans des croisements avec des chevaux anglais, aussi cette société fournit un important travail de communication pour sensibiliser l'Angleterre à l'utilité du Welsh cob. En 1904, le prince de Galles officialise le show annuel de la race, la George, Prince of Wales Cup, pour encourager localement l'élevage du Welsh cob. Cette compétition devient un important marqueur social pour les éleveurs. En 1928, la WPCS définit le Welsh cob idéal comme « un animal aux jambes courtes et à la force herculéenne ».
Comme la plupart des chevaux de travail, le Welsh cob décline avec la motorisation de l'agriculture et des transports. Cependant, il conserve un intérêt dans les compétitions d'attelage. L'importance sociale et culturelle joue en rôle décisif dans la préservation de la race, les éleveurs gallois perpétuant le Welsh cob pour des motifs identitaires, sociaux et culturels, notamment à travers les défilés de présentation (shows), permettant d'obtenir des récompenses financières et du prestige.

## Description

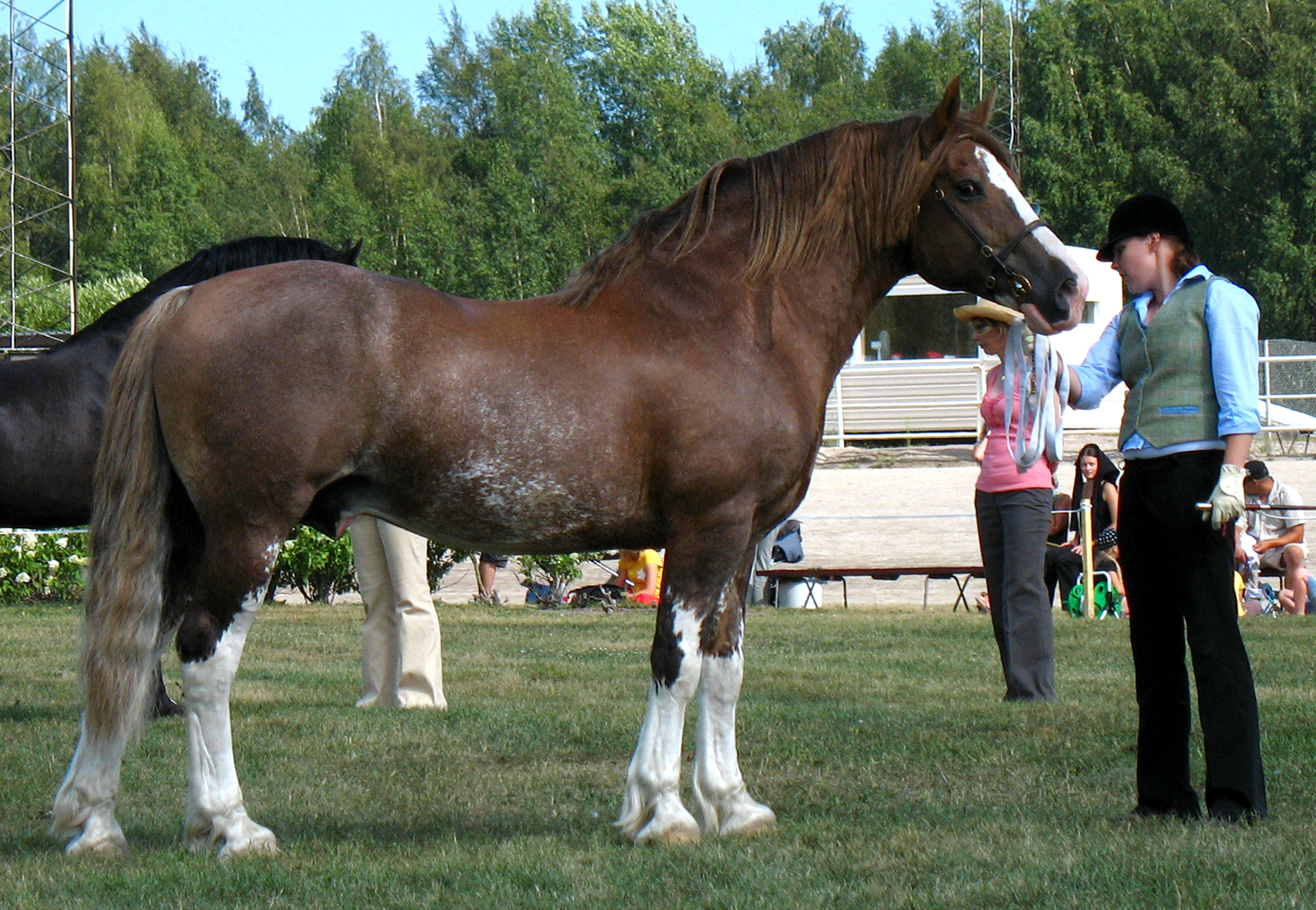
Welsh cob alezan sabino âgé de 14 ans, au modèle.

Bien que le mot « cob » soit un terme désignant un type de cheval des Îles Britanniques sans notion de « race », le Welsh cob est considéré comme une véritable race. Il est le plus rustique d'apparence parmi les quatre types du poney Welsh, et l'un des plus charismatiques.

### Taille et poids
Un Welsh cob doit mesurer plus de 1,37 m, ce qui en fait le plus grand des quatre types de welsches. D'après l'étude de CAB International, la moyenne de taille s'établit entre 1,42 m et 1,54 m. Il n'existe pas de limite de taille supérieure, mais pour être reconnu comme poney, en France, un Welsh cob ne doit pas dépasser 1,48 m. Au Royaume-Uni, il peut toiser jusqu'à 1,55 m et peser jusqu'à 500 kg.

### Standard morphologique

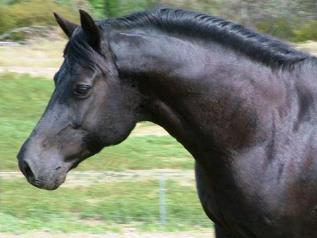
Tête d'un Welsh cob de robe noire.

Hormis pour la taille, la description physique du Welsh cob est la même que celle du Welsh de type cob. De par sa morphologie, la race est intermédiaire entre cheval et poney, mêlant carrure d'un cheval et tête d'un poney. Le Welsh cob est néanmoins considéré comme un équidé léger. Ce cob d'apparence ronde, médioligne et harmonieux, présente le type carrossier, puissant sans être lourd. La tête « de poney » est ronde et distinguée, dotée de larges yeux doux et proéminents, de naseaux larges et ouverts, d'un large front et d'oreilles courtes, bien attachées,,. Le profil est rectiligne ou légèrement concave, la tête doit rester petite et bien proportionnée, fine et légère, comme chez tous les welsches. Les profils convexes et les têtes trop lourdes sont sanctionnés. L'encolure est longue, musclée et courbe, particulièrement épaisse chez les étalons. La poitrine est large et profonde, l'épaule musclée et inclinée. Le garrot est long et bien sorti. Le dos est court, large et fort. La croupe est puissante, longue, large et ronde, avec une queue attachée haut et portée avec gaieté. Les membres sont assez courts, mais très forts et d'excellente qualité, avec des articulations très solides et bien marquées, et des os plats,. Les paturons portent quelques fanons. Les pieds sont solides et bien formés, avec une corne dense.

### Robes

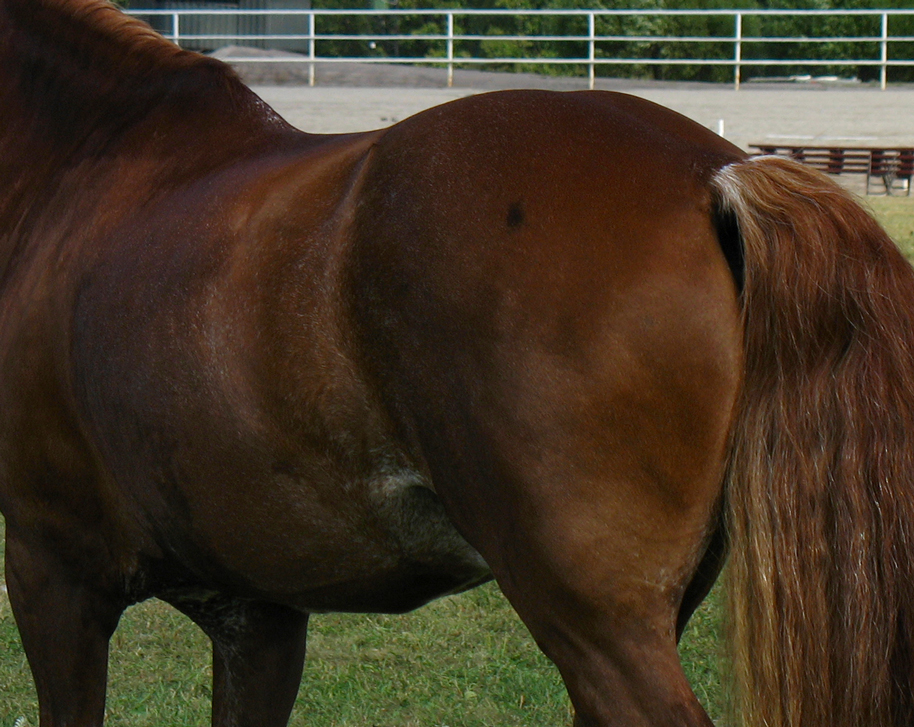
Taches blanches sous le ventre et blanc dans la queue d'un sujet alezan.

Toutes les robes sont admises, sauf le pie et le tacheté. Les robes tachetées ont existé chez la race, car de vieilles photographies montrent des sujets portant des robes de type léopard. Les robes les plus fréquentes sont le bai et l'alezan. Le gène balzan est présent, donnant des balzanes hautes, de larges listes et des marques blanches sur le ventre. Le gris est plus rare que chez les autres poneys gallois. On trouve fréquemment du palomino et des yeux bleus, qui sont très appréciés : le gène Crème est présent parmi les ressources génétiques de la race. Le rouan est possible.

### Allures
Les allures sont souples, brillantes et relevées, en particulier au trot, très élastique et qui couvre particulièrement bien le sol. La qualité de cette allure, un trot « à couper le souffle », a fait la réputation du Welsh cob,. Il y a également des motifs émotionnels et esthétiques de la part des éleveurs, ce trot étant volontiers décrit en des termes affectifs, mêlant une large part de patriotisme gallois. Quoi qu'il en soit, les allures du Welsh cob dégagent une grande énergie. Les antérieurs ont une action longue.
Le Welsh Cob a fait l'objet d'une étude visant à déterminer la présence de la mutation du gène DMRT3 à l'origine des allures supplémentaire : l'étude de 11 sujets n'a pas permis de détecter la présence de cette mutation, mais l’existence de chevaux avec des allures supplémentaires a été confirmée parmi la race.

### Tempérament et entretien
C'est un cheval réputé actif, docile, et d'une grande douceur. Cependant, la communication de ses éleveurs tend à sur-valoriser la douceur de son tempérament, toujours en raison des motifs identitaires et culturels. Malgré sa masse imposante, le Welsh cob se montre agile et fait preuve de beaucoup d'endurance lors de ses déplacements au trot. Il est particulièrement rustique, et peut vivre à l’extérieur toute l'année, avec un complément de fourrage l'hiver. Il est particulièrement adapté aux conditions climatiques du comté de Ceredigion.

### Sélection et santé
Les croisements du Welsh cob sont autorisés avec le Welsh mountain (section A), le Welsh de type cob (section C), ou bien avec un autre Welsh cob. Les éleveurs gallois parlent couramment d'améliorer la welshness (« gallitude ») de leurs animaux. Ils accordent une grande importance à l'« amélioration » de la race via l'élevage sélectif, de manière à façonner la morphologie et le caractère de « leurs » welsches cob. Ainsi, la qualité du trot est un objectif d'élevage important au pays de Galles, la participation aux shows de race étant conditionnée par une présentation de trot en main. Classiquement, les poneys sont nommés avec l'affixe de leur élevage de provenance et le gardent tout au long de leur vie, quelles que soient leurs reventes successives.
La sélection pour les shows a entraîné une pratique délétère, des animaux obèses étant considérés à tort comme correspondant au type de la race. Un cas d'ataxie a été documenté. Les gènes de la myopathie à stockage de polysaccharides sont présents chez la race, un cas de Welsh cob positif ayant été détecté,.

## Utilisations

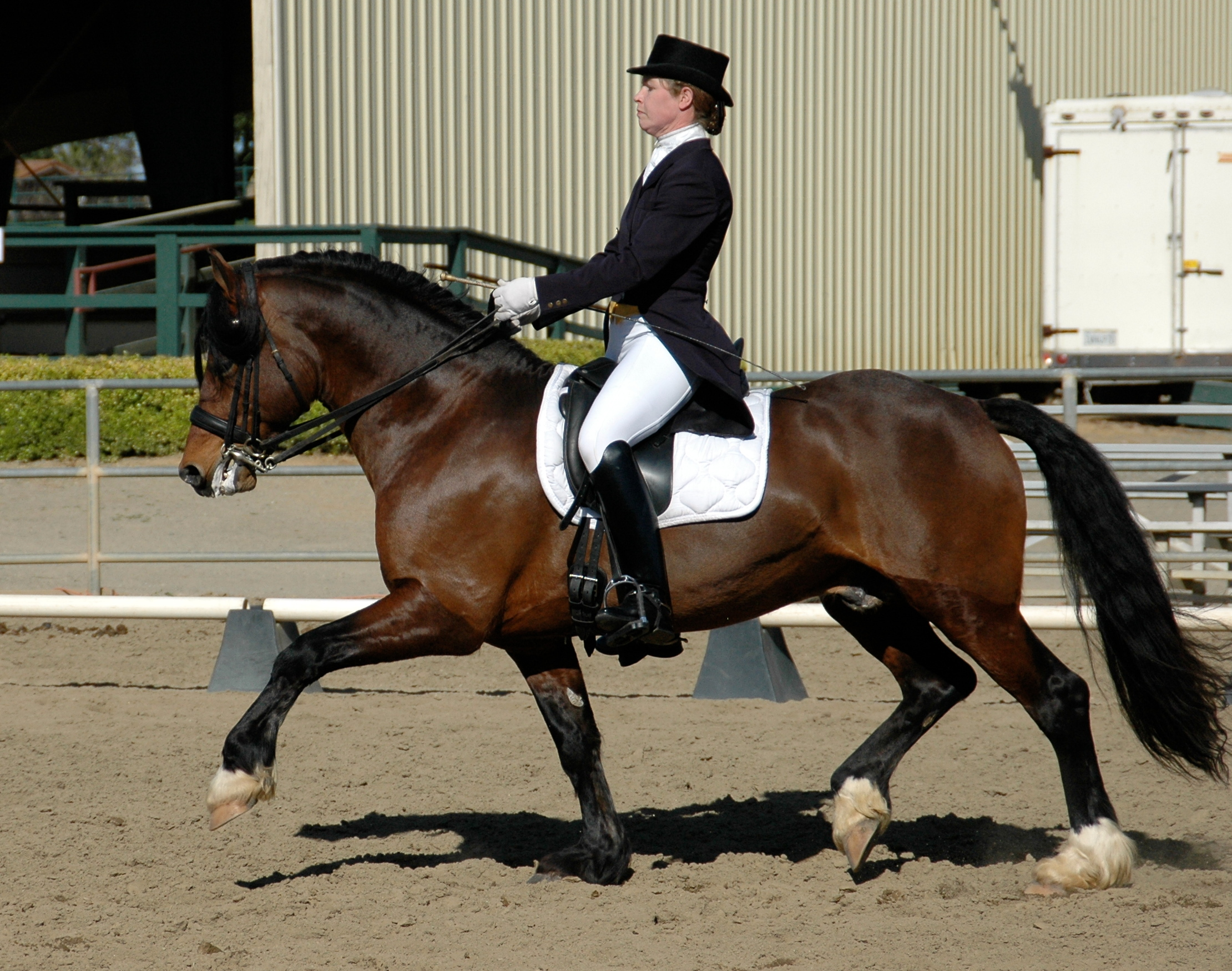
Welsh cob bai monté en dressage.

Le Welsh cob est un bon sauteur ainsi qu'un excellent trotteur, très apprécié à l'attelage et sous la selle, y compris par des adultes : il a été décrit comme le meilleur cheval du monde à ces usages,. Du fait de son caractère, il convient tout particulièrement aux personnes handicapées. Il est cependant doté d'une très forte impulsion et d'une grande puissance, et requiert de ce fait un cavalier confirmé.
C'est un poney de sport accompli, plusieurs fois primé sur des compétitions internationales en saut d'obstacles, en concours complet d'équitation et en dressage, y compris lors du Generali Open de France. Il fait également une bonne monture d'équitation de loisir, tout particulièrement en randonnée équestre, grâce à son pied sûr et à sa facilité à répondre aux ordres. L'ensemble de ces qualités en fait un cheval de famille réputé.

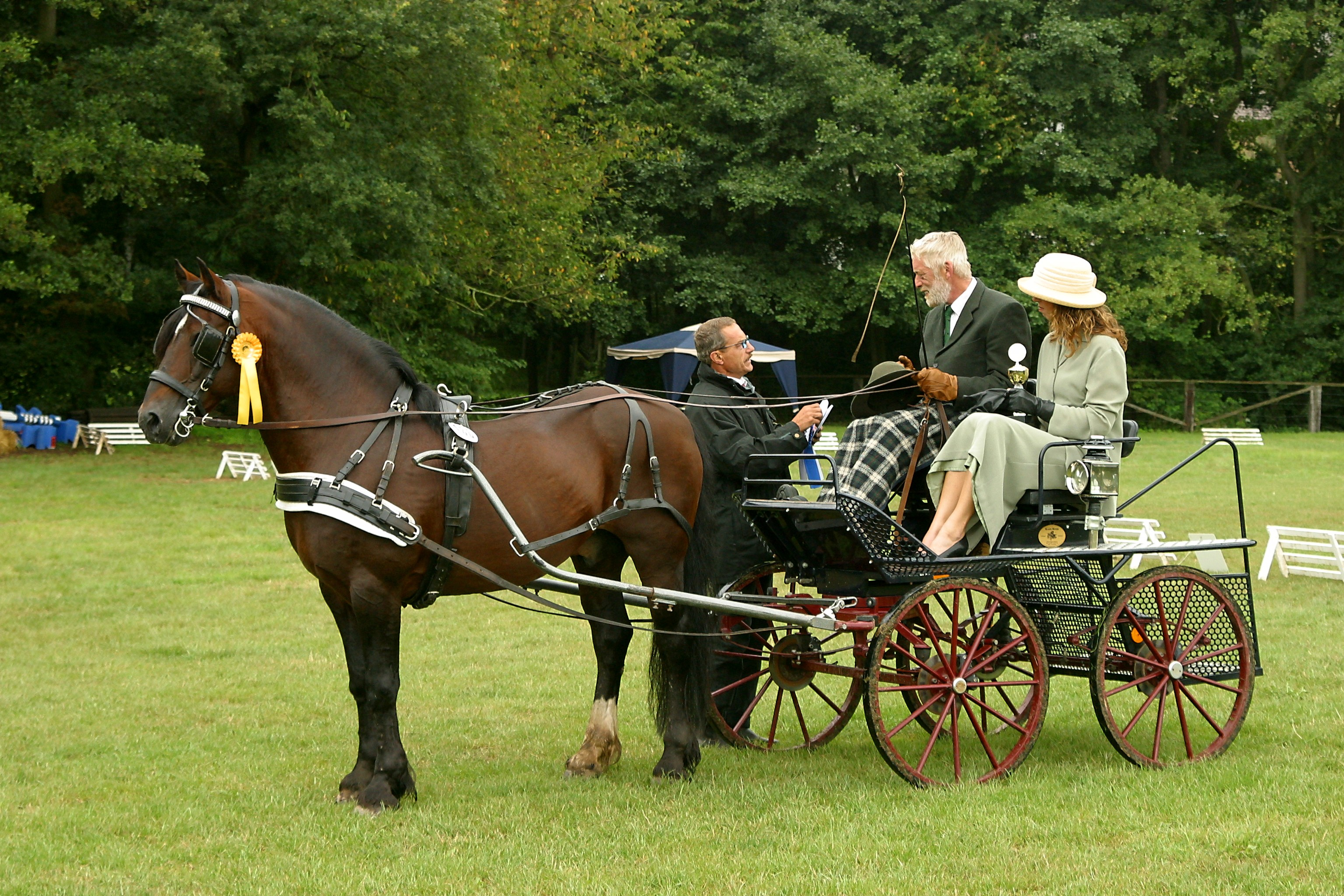
Welsh cob bai en harnais.

### Shows
Dans son pays natal, ce poney est souvent présenté au public lors de shows (exhibitions). La George, Prince of Wales Cup est devenue « le saint Graal des éleveurs de cob », la décrocher constitue un immense motif de fierté pour un éleveur. Ces concours d'élevage drainent un important nombre de participants, le Royal Welsh Show de 2006 ayant rassemblé 835 exhibitions de Welsh cobs. Il existe aussi un concours d'élevage national Welsh au cours duquel les quatre types de la race s'affrontent. Un Welsh cob l'a remporté en 2009 et en 2010. Les poneys sont le plus souvent présentés en main et « doivent assurer un bon show », par exemple en défilant au trot et en montrant leurs actions relevées caractéristiques. Des juges évaluent les qualités du sujet présenté. Les vainqueurs reçoivent un prix financier, mais le gain s'effectue surtout en termes de prestige pour l'élevage d'où provient le vainqueur. La présentation en show exige un important travail de préparation sur le poney Welsh cob.

### Croisements

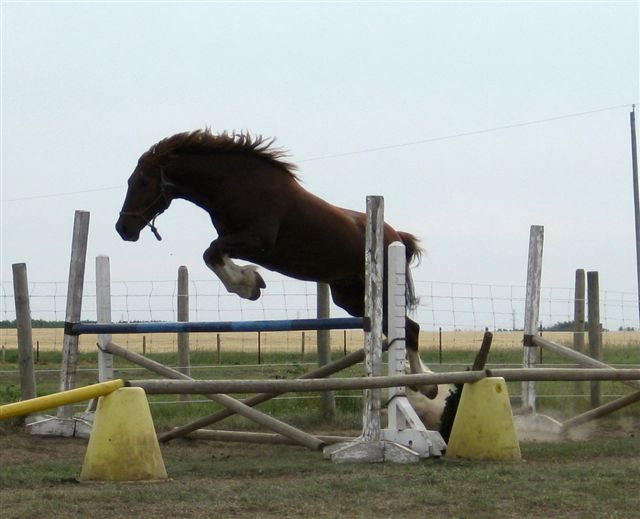
Welsh cob alezan pratiquant le saut en liberté.

Au Royaume-Uni, le Welsh cob est utilisé en croisement avec le Pur-sang pour donner des chevaux de sport aptes au saut d'obstacles, au concours complet et à l'équitation hunter. Il est entré en croisement avec le Dales aux XVIIIe siècle et XIXe siècle, afin de renforcer ses capacités de trotteur et de lui donner de la taille et du cadre. Le célèbre étalon Comet, né en 1851, a particulièrement influencé le Dales, pendant ses années de compétition à Westmorland, ce qui a introduit une certaine ressemblance entre les deux races. Le Morgan américain pourrait également être influencé par le Welsh cob, l'étalon fondateur Figure ayant de nombreux points communs avec les descriptions de la race,.

## Diffusion de l'élevage
Le berceau de race est situé dans l'Ouest du Pays de Galles, dans le comté de Ceredigion. Le Welsh cob y est nommé localement Cardiganshire cob. Les élevages y sont généralement de petits taille et détiennent un, plus rarement deux étalons reproducteurs. Pour limiter le risque de consanguinité, ces étalons sont mis à la reproduction avec les juments des élevages voisins, pour un prix généralement compris entre 100 £ et 150 £, allant jusqu'à 500 £ pour les meilleurs sujets (chiffres 2008). Les relations entre les propriétaires de ces élevages influencent les choix d'appariements entre les chevaux.
Le Welsh cob est une race à diffusion internationale et transfrontière, présente dans un grand nombre de pays hors de son berceau. Cependant, la base de données DAD-IS n'en fournit pas les effectifs et n'indique pas le niveau de menace.
Le Welsh cob a été exporté en Irlande. Au Canada et aux États-Unis, sa popularité a augmenté dans les années 2000. L'enregistrement de ces chevaux n'était pas possible avant les années 1970, la section D du stud-book n'étant alors pas reconnue. La race est également élevée en France. En 2012, 102 nouvelles naissances ont été enregistrées, pour 216 étalons Welsh cob admis à la reproduction.

## Impact social et culturel

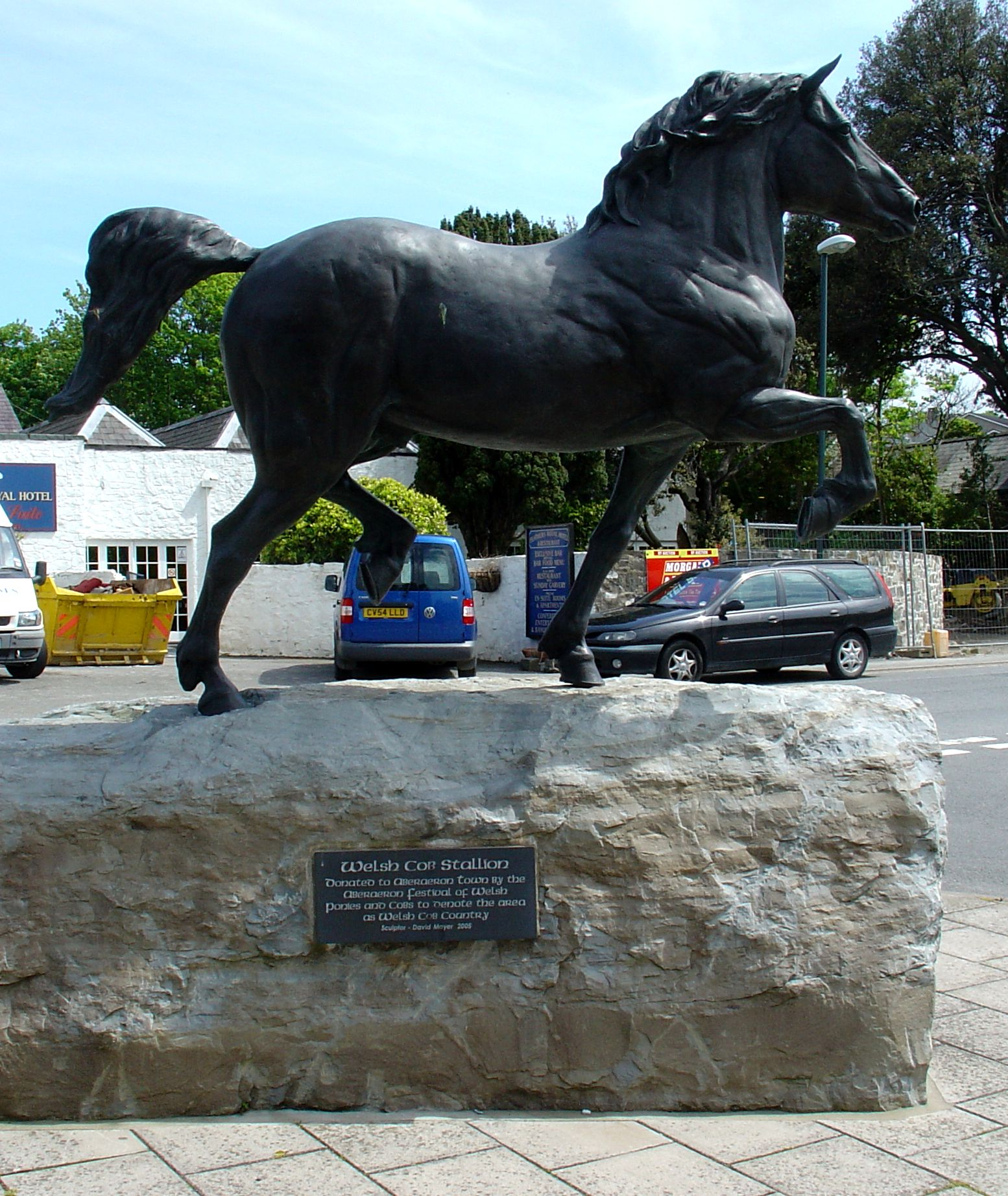
Statue grandeur nature d'un Welsh cob à Aberaeron.

L'élevage du Welsh cob joue un immense rôle tant social que politique, économique et culturel, dans l'Ouest du pays de Galles. L'identité des Gallois est intimement liée à celle de la race équine qu'ils ont sélectionnée, le Welsh cob étant réputé incarner les vertus de la welshness (« gallitude ») et symboliser lui-même la région dans laquelle il est élevé : de nombreux éleveurs et juges de concours estiment que seul un Welsh cob né et élevé dans la région peut gagner la Prince of Wales cup. L'achat d'un Welsh cob par un ménage revêt une fonction de marqueur social, les animaux étant acquis pour l'honneur et la reconnaissance plutôt que pour générer un gain financier. Un vocabulaire spécifique est appliqué à ces animaux. De même, les vieux habitants de l'Ouest du pays de Galles évoquent souvent avec envie et nostalgie le temps de leur jeunesse, quand les chevaux étaient utiles aux tâches de la vie quotidienne. Les Gallois de l'Ouest ont une nette tendance à valoriser le Welsh cob par rapport aux autres races équines.
La relation des propriétaires avec leurs poneys a fait l'objet d'une étude sociale, qui a conclu qu'à travers les performances de leur animal, les propriétaires de Welsh cob transmettent leurs propres idées à propos des rôles attribués à chaque genre et définissent quels animaux seront admis ou non à la reproduction. Les shows de race sont des événements extrêmement populaires et créent une hiérarchie entre les éleveurs : il n'est pas rare que les éleveurs les plus « en vue » soient spécifiquement invités à y participer. De même, les relations entrent les propriétaires de chevaux et les juges de ces concours peuvent influencer fortement la détermination du vainqueur, un propriétaire équin en bon rapport avec les juges de ces concours étant souvent favorisé, par exemple s'il est propriétaire d'une jument qui a été mise à la reproduction avec l'étalon d'un juge.
Les qualités recherchées chez les chevaux qui font le show reflètent celles qui sont attribuées aux agriculteurs gallois de l'ancien temps : les cobs doivent assurer le spectacle, tout en donnant de l'émotion et en montrant de la sensibilité, ainsi qu'une aptitude à travailler dur.
En 2005, une statue grandeur nature d'un étalon Welsh Cob a été érigée à Aberaeron, au cœur du berceau de la race. D'après la plaque figurant sur la statue, le sculpteur David Mayer en a fait don à la ville.